# Lola Dubini
Lola Dubini, née le 22 octobre 1993 à Lyon, est une chanteuse, actrice, comédienne, humoriste et youtubeuse française.

## Biographie

### Enfance et formation
Lola Dubini est née à Lyon puis a vécu à Angers, avant de rejoindre Issoire où elle passe six années et fréquente le lycée Sévigné-Saint-Louis,,. Adolescente sensible, elle est victime de harcèlement scolaire qui l'a poursuivie jusqu'au BTS,,. Passionnée par le chant et suivie par sa professeure Nathalie Blateyron, elle participe en 2009 à l'âge de 15 ans à la quatrième saison de l'émission La France a un incroyable talent,. Aux auditions, elle interprète Hallelujah de Leonard Cohen, puis elle atteint les demi-finales diffusées en direct,. De 2013 à 2014, la Française fréquente l'ISEG, puis s'oriente vers l’école du One Man Show de 2014 à 2015.

### Carrière
Lola Dubini se fait connaître sur les réseaux sociaux et YouTube, où elle publie des reprises de chansons, notamment sur la chaîne Cover Garden. De plus en plus connue, elle fait les premières parties des concerts de Michel Fugain, Yael Naim et Sanseverino,, puis elle participe à des vidéos Youtube d'Emma CakeCup ou encore EnjoyPhoenix. Avec cette dernière, elle devient présentatrice pour Rose Carpet, une chaîne Youtube d'un collectif de vidéastes françaises créée en 2014 et proposant du contenu destiné aux femmes.
En 2017, la jeune femme crée sa propre chaîne YouTube Lola Dubini où elle publie des reprises mais aussi des productions originales, à l'instar du titre Y a jamais de princesses dans les contes. Elle met aussi en ligne des chroniques sur des sujets variés. Sa notoriété est croissante et sa chaîne passe le cap des 500 000 abonnés deux années plus tard,. Elle publie également du contenu sur Twitter et Instagram, où elle partage son quotidien, ses réflexions, ainsi que les insultes grossophobes dont elle est régulièrement victime. Prise en grippe par des haters, elle porte plainte. Elle prend part également à l'émission Nouvelle Star, ça continue sur M6 avec une chronique appelée Lola Box,. De plus, elle apparaît dans le clip de Les Gens qu'on aime, une chanson écrite et composée par Jean-Jacques Goldman et interprétée par Patrick Fiori. En parallèle, elle fait des doublages pour les films d'animation Les Trolls et Hôtel Transylvanie 3 : Des vacances monstrueuses.
Lola Dubini se lance ensuite dans le spectacle en jouant dans Ados, une comédie musicale et pièce de théâtre dirigée par Olivier Solivérès, durant toute une saison au Grand Point Virgule à Paris,, puis en tournée en France. Elle apparaît aussi dans la saison 4 de la web-série Martin, sexe faible.
À partir de 2019, son producteur est Jean-Marc Dumontet. La même année, elle crée son premier spectacle nommé C'est pas que de la musique, qui alterne des sketches et des chansons, qu'elle joue au Sentier des Halles à Paris,. Elle y parle notamment du harcèlement scolaire qu'elle a subi plus jeune. Lola Dubini interpelle notamment Emmanuel Macron sur ce point puis est invitée à l’Élysée en qualité de membre du jury des prix « Non au harcèlement »,. Toujours en 2019, elle participe au festival de musique Solidays. On la retrouve aussi dans la série télévisée Olivia.
Elle poursuit aussi dans la chanson au moyen de collaborations, avec le chanteur américain Matt Simons sur un remix de son titre Open Up (Dis-le-moi) dont les paroles sont en anglais et en français, en compagnie de Joyce Jonathan avec Mon héroïne, une chanson engagée et féministe, ou encore avec Boostee et Andriamad. Fin 2019, elle sort la chanson Plan cul qui traite des relations amoureuses éphémères, tirée de son EP, Les Chansons du spectacle. Ce dernier reprend tous les titres interprétés dans C'est pas que de la musique. Gagnant en notoriété, elle participe régulièrement ou est invitée à des émissions télévisées, telles que Vendredi tout est permis ou Quotidien, puis l'année suivante Les Enfants de la télé, Les 100 plus grands..., Le Grand Concours ou encore On n'est pas couché.
En 2020, elle collabore avec Boulevard des Airs pour signer le single Tu seras la dernière.
Le 6 avril 2020, 17 personnalités dont Lola Dubini participent à la campagne numérique #EnsembleSurInternet de MALD agency, pour lutter contre toutes les discriminations et la haine sur Internet pendant le premier confinement national de la Covid-19,. Ensuite, le 3 juillet 2020, en soutien à la recherche d’un remède contre la Covid-19 et soutenu par NRJ Group, le collectif Tous Unis dont fait partie Lola Dubini dévoile le titre Le pouvoir des fleurs 2020, une reprise de la chanson Le Pouvoir des fleurs de Laurent Voulzy, au profit de l'Institut Pasteur.
En février 2021, elle participe à l'émission Stars à nu sur TF1, aux côtés de la danseuse Inès Vandamme, l'animatrice Anaïs Grangerac et les anciennes Miss France Linda Hardy, Nathalie Marquay et Maëva Coucke,. La même année, elle prend part à la cinquième saison de l'émission Le Meilleur Pâtissier Spécial célébrités. On la retrouve aussi dans Fort Boyard et District Z.
En avril 2021, elle sort son premier album Je te le dis qu'elle autoproduit avec son label Guaca Prod,,,.
En mai 2021, elle rejoint Les Grosses Têtes  sur RTL.
À compter du 17 septembre 2021, elle participe comme candidate à la onzième saison de l'émission Danse avec les stars. Elle est éliminée lors du second prime, le 24 septembre 2021.
Elle interprète le rôle du lieutenant Inès dans la série télévisée Léo Matteï, Brigade des mineurs, saison 9, diffusée sur TF1, à partir du 17 février 2022.

## Discographie

### Albums
- 2019 : Les chansons du spectacle

1. Complexe
2. Y a jamais de princesse dans les contes
3. Je ne reviendrai pas
4. Appel en absence
5. Plan cul
6. D'accord d'accord
7. Mon héroïne ft. Joyce Jonathan
8. Open Up (Dis-le moi) ft. Matt Simons

- 2021 : Je te le dis (Guaca Prod)

1. Pourquoi on s'aime
2. Open Up (Dis-le moi) ft. Matt Simons
3. Je te le dis
4. Apprends-moi
5. Plan cul (Version Edit)
6. Tu seras la dernière ft. Boulevard des Airs
7. D'accord, d'accord (Version Edit)
8. Oublie-moi
9. Dans le mille
10. Complexe (Version Edit)
11. Mon héroïne ft. Joyce Jonathan
12. C'était pas nous
13. Le café des 3 colombes (À toi, Joe Dassin) ft. Patrick Fiori

### Singles
- 2019 : Open Up (Dis-le moi) ft. Matt Simons
- 2019 : Mon héroïne ft. Joyce Jonathan
- 2020 : Le Chant Des Etoiles (Bande Originale Du Film Dreams)
- 2020 : Tu seras la dernière ft. Boulevard des Airs
- 2021 : Pourquoi on s'aime
- 2022 : Dans le mille
- 2025 : Saisons

## Filmographie

### Cinéma
- 2019 : Quand on crie au loup de Marilou Berry : Clélia
- 2022 : La Page blanche de Murielle Magellan : Chloé
- 2023 : BDE de Michaël Youn : Jess

### Séries télévisées
- 2016 : Le Latte Chaud (épisode Au karaoké avec...)
- 2016 : Parlons peu... Parlons Cul
- 2019 : Olivia de Franck Ollivier : Clotilde
- depuis 2022 : Léo Matteï, Brigade des mineurs : lieutenant Inès Salma
- 2024 : Le Monde magique de Jérôme Commandeur (Canal +)
- depuis 2025 : Demain nous appartient

### Téléfilms
- 2023 : Les Capone se marient de Gaël Leforestier : l'ex de Nico
- 2024 : L'Incroyable Embouteillage 2 : Vive les mariés ! de David Charhon : Emma
- 2024 : Panique au 31 de Gaël Leforestier : Lola
- 2025 : Meurtres en Gironde sur France 3

### Doublage

#### Films d'animation
- 2016 : Les Trolls : Mandy Paillettes-Parpillées
- 2018 : Hôtel Transylvanie 3 : Des vacances monstrueuses : poisson lune et la voix du téléphone de Dracula
- 2021 : Tous en scène 2 : Porsha

#### Publicité
- 2017 : campagne de publicité de Babybel : l'un des fromages (avec Amixem)[32].

## Émissions de télévision

### Chroniqueuse de télévision et radio
- 2017 : Nouvelle Star, ça continue sur M6 présentée par Erika Moulet : chroniqueuse
- 2021 : Les Grosses Têtes sur RTL : sociétaire

### Participante / candidate
- 2009 : La France a un incroyable talent sur M6 (saison 4)
- Depuis 2019 : Vendredi tout est permis sur TF1
- 2020, 2023, 2025 : Le Grand Concours sur TF1
- 2020 : Les 100 Plus Grands sur TF1
- 2021 : Les Touristes sur TF1
- 2021 : Stars à nu sur TF1
- 2021 : Good Singers sur TF1
- 2021 : Marble Mania sur TF1
- 2021 : Fort Boyard sur France 2
- 2021 : Game of Talents sur TF1
- 2021 : Danse avec les stars sur TF1 (saison 11)
- 2021 : District Z sur TF1
- 2022 : Le Meilleur Pâtissier Spécial célébrités sur Gulli (saison 5)
- 2023 : 100% logique sur France 2
- 2024 : Que le meilleur gagne sur M6
- 2025 : Mask Singer sur TF1 : gagnante (saison 7)
- 2025 : Murder Party au musée sur M6 : gagnante

## Théâtre
- 2017 : Ados d'Olivier Solivérès
- 2017-2018 : Plateau humour avec Marine Baousson

## Spectacles
- 2019-2020 : C'est pas que de la musique
- 2021-2022 : En humour et en chanson